# اريك لامب
إريك لامب (بالإنجليزية: Eric Lamb)‏ هو عازف فلوت أمريكي، ولد في 1978.

## وصلات خارجية
- اريك لامب على موقع ميوزك برينز (الإنجليزية)